# Suore orsoline di Brown County
Le Suore Orsoline di Brown County (in inglese Ursuline Nuns; sigla O.S.U.) sono un istituto religioso femminile di diritto pontificio.

## Storia
La congregazione fu fondata da Julia Chatfield: convertitasi al cattolicesimo dall'anglicanesimo, nel 1837 abbracciò la vita religiosa tra le orsoline del monastero di Boulogne-sur-Mer prendendo il nome di Giulia dell'Assunzione. Nel 1845 fu messa a capo di un gruppo di dieci orsoline provenienti dai monasteri di Boulogne-sur-Mer e Beaulieu e inviata a fondare una casa negli Stati Uniti d'America.
John Baptist Purcell, arcivescovo di Cincinnati, accolse la comunità e la inviò a Saint Martin, nella Brown County, dove fu eretto un monastero.
Dal monastero delle orsoline di Brown County ebbero origine quelli di Springfield e Santa Rosa (che poi aderirono all'Unione romana) e di Cincinnati (da cui ebbe origine una congregazione autonoma).

## Attività e diffusione
Le suore operano soprattutto nel campo dell'educazione.
La sede generalizia è a St. Martin, in Ohio.
Alla fine del 2015 l'istituto contava 25 religiose in 15 case.